# Fanta
Fanta este o marcă comercială de băuturi răcoritoare carbogazoase cu aromă de fructe deținut de The Coca-Cola Company. În lume există peste 90 de astfel de arome, dar majoritatea sunt disponibile doar local.

## Fanta în România

### Istoric
Fanta a debutat pe piața românească în anul 1993 cu Fanta Orange (Fanta de portocale). La scurt timp după lansare, Coca-Cola a lărgit gama prin introducerea aromei de lămâie, pe piață apărând „sora mai mică” a băuturii, cu denumirea de Fanta Lemon (1995).
În 1998, al treilea tip de băutură și-a făcut apariția: Fanta Pink — grapefruit ușor amăruie, cu gust de grapefruit roz care s-a bucurat de o popularitate mare în rândul adulților. În 2001, Fanta a venit cu o nouă aromă, Fanta Fructe de pădure, iar în primăvara lui 2002, o mulțime de clipuri publicitare anunțau noua Fanta Madness cu gust de struguri. Tot în același an (2002) a apărut și Fanta Shokata cu aromă de soc. Între timp Fanta Pink — grapefruit a fost retrasă, iar la scurt timp Fanta Fructe de pădure a dispărut de asemenea.
În vara anului 2003 a fost lansată Fanta Latina cu un gust ușor tropical ca ediție limitată, și tot în același an a fost lansată și Fanta Cinnamon Rum cu aromă de scorțișoară ca ediție limitată de Crăciun, ambele retrase la scurt timp după terminarea sezoanelor respective.
În 2004 a fost reintrodusă Fanta Fructe de pădure. În 2005 o nouă aromă a fost introdusă, Fanta Cherry, cu aromă de cireșe și gust acrișor puternic.
Tot în 2005 a fost lansată marea campanie Fanta Bamboocha care consta într-un concurs cu premii instant, ca sticle de Fanta Orange ambalate special, cu o aromă puțin mai puternică.
Fanta Cherry a fost apoi retrasă și înlocuită de Fanta Mango Beat în 2006, tot în perioada respectivă fiind retrasă și Fanta Fructe de pădure.
În anul 2007, în cadrul campaniei mondiale Fanta World, în România a fost relansată Fanta Grapefruit sub denumirea de Fanta World Thailanda în ediție limitată și retrasă odată cu încheierea campaniei la nivel global.
Din februarie 2008, Coca-Cola, a introdus pe piață și Fanta Orange Zero, denumită mai simplu Fanta Zero fiind retrasă la scurt timp.

### Evenimente recente
În 2009, Fanta Mango Beat a fost retrasă odată cu întoarcerea Fantei Shokata, fiind înlocuită de aceasta.
În aprilie 2010 a fost introdusă în cadrul campaniei Fanta World, Fanta World Africa de Sud "Fructe neîmblânzite" cu aromă de mure și zmeură (conține suc de mere, dar nu se menționează în descrierea produsului de pe spatele ambalajului, doar în lista de ingrediente). Acest sortiment are o ușoară variație, dar în general poate fi ușor recunoscut gustul Fanta Fructe de pădure care a fost retrasă în jurul anului 2006.
În Iulie 2011 a apărut pe piață un nou sortiment Fanta Exotic, produsul este foarte similar cu Fanta Mango Beat, iar Fanta Shokata este din nou retrasă.
În Iulie 2012 apare Fanta Căpșuni și Kiwi și Fanta decide ca aceasta să preia o temă de culori similară cu a ambalajului Fanta Exotic care la rândul ei să preia tema de la Fanta World Africa de Sud - Fructe Neîmblânzite. În același timp Fanta World Africa de Sud - Fructe Neîmblânzite este retrasă de pe piață fiind în ediție limitată.
De la 1 Aprilie 2013, Fanta Exotic este înlocuită de Fanta Piersici și Caise (la scurt timp capacul este înlocuit cu unul de culoare verde, fiind primul și singurul sortiment din România care nu păstrează tradiționalul capac Fanta, albastru).   
În martie 2014 apare Fanta Zmeură și Fructul pasiunii,iar 6 luni mai târziu este retrasă de pe piață Fanta Piersici și Caise.
În martie 2015 apare Fanta Mere și Vișine, care în mai 2016 dispare.
În iunie 2017 apare Fanta DrAnGo, cu gust de fructul dragonului și mango, care a înlocuit Fanta Zmeură și Fructul Pasiunii.
Mai apoi în primăvara lui 2018, după aproape 20 de ani, este reintrodusă Fanta Pink Grapefruit, dar în variantă Zero Zahăr. La scurt timp după, în vara lui 2018 una din cele mai vechi arome Fanta Lemon (Lămâie) este retrasă și înlocuită cu varianta Zero Zahăr.
Odată cu 2018 portofoliul Fanta se desparte în două categorii, Fanta și Fanta Zero Zahăr, ambele având arome exclusive spre deosebire de anii anteriori.
Din noiembrie 2018 apare Fanta Portocale și fructul pasiunii, astfel în anul 2018 au fost lansate 3 arome noi.

### Disponibilitate
La ora actuală, Fanta și Fanta Zero Zahăr sunt disponibile în România în următoarele variante:
- Fanta Orange (Fanta)
- Fanta Madness (struguri)
- Fanta DrAnGo (fructul dragonului și mango)
- Fanta Zero Zahăr Lemon
- Fanta Zero Zahăr Pink Grapefruit
- Fanta Portocale și fructul pasiunii
- Fanta Zero Zahăr Zmeură, lămâie verde și baobab

## Fanta în lume
În România, Macedonia, Bosnia și Herțegovina și încă alte câteva țări, există „Fanta Shokata” (un joc de cuvinte între cuvântul „soc” și „shock”, „șoc” în română) bazată pe extractul din flori de soc, tradiționale în România (numită socată), Macedonia, Bosnia și Herțegovina și alte țări balcanice. În Elveția, fructele locale, coacăzele, sunt folosite la producerea băuturii. Arome identice au nume diferite în țări diferite. Clasica Fanta Orange a fost redenumită în „Fanta Funky Orange” în 2003 în unele țări.
Fanta este brandul secundar introdus imediat după cel principal, Coca-Cola, și urmat de Sprite, brandul al treilea al companiei.